# Івасюк Микола Іванович (партійний діяч)
Микола Іванович Івасюк (6 грудня 1903, село Бистрик, тепер Райгородоцької сільської територіальної громади Бердичівського району Житомирської області — ?) — молдавський радянський діяч, 1-й секретар Слободзейського районного комітету КП(б) Молдавії. Член Ревізійної комісії КП(б) Молдавії в 1941—1949 роках. Депутат Верховної Ради Молдавської РСР 1-го скликання. 

## Біографія
Народився в бідній селянській родині. Трудову діяльність розпочав у 1918 році наймитом у заможних селян.
З вересня 1925 до 1927 року служив у Червоній армії.
З 1927 року працював завгоспом цукрового заводу.
Член ВКП(б) з 1928 року.
Освіта середня. Закінчив перший курс Одеського фінансово-економічного інституту.
Працював директором Колбаснянської машинно-тракторної станції (МТС) Рибницького району Молдавської АРСР.
До 1940 року — заступник завідувача сільськогосподарського відділу Молдавського обласного комітету КП(б)У.
У 1940 — серпні 1941 року — 1-й секретар Слободзейського районного комітету КП(б) Молдавії.
З початку німецько-радянської війни перебував в евакуації у Владимировському районі Астраханського округу Сталінградської області РРФСР.
У 1942 — липні 1946 року — в Червоній армії: заступник командира батальйону із політичної частини 107-го гвардійського стрілецького полку 34-ї гвардійської стрілецької дивізії 5-ї Ударної армії, агітатор стрілецького полку, інструктор політичного відділу дивізії, секретар партійної комісії політичного відділу 9-ї зенітної артилерійської дивізії Резерву головного командування. Воював на Північно-Кавказькому, Південно-Західному, 3-му Українському фронтах, був двічі поранений та контужений.
З 1946 року — директор Кишинівського мотороремонтного заводу Молдавської РСР.
Подальша доля невідома.

## Звання
- гвардії старший лейтенант
- гвардії капітан
- гвардії майор

## Нагороди
- два ордени Червоної Зірки (19.10.1943, 30.05.1945)
- медаль «За оборону Кавказу»
- медаль «За взяття Будапешта» (17.12.1945)
- медаль «За перемогу над Німеччиною у Великій Вітчизняній війні 1941—1945 рр.» (1945)
- медалі